# Lindschied
Lindschied è una piccola città vicino a Bad Schwalbach nella regione dell'Assia, in Germania. La localitàn si trova sulle colline del Taunus e conta circa 600 abitanti.
Si possono ancora ammirare i resti del Limes e delle torri di avvistamento, che servivano a presidiare i confini di confine dell'Impero Romano.
Adolphus Busch, cofondatore del birrificio Anheuser-Busch, costruì qui la villa che nominò in onore della moglie Elisabeth Anheuser. Nel 1913, Busch si spense in questa dimora.